# روبرت ليفنسون
روبرت ليفنسون (بالإنجليزية: Robert Levinson)‏ هو عضوٌ سابقٌ في إدارة مكافحة المخدرات وضابطٌ سابقٌ أيضًا في مكتب التحقيقات الفيدرالي. اختفى روبرت في التاسعِ من آذار/مارس 2007 في جزيرة كيش بإيران بينما كان في مهمةٍ لصالحِ وكالة المخابرات المركزية التي منحت عائلة ليفنسون 2.5 مليون دولار سنويًا من أجل وقفِ دعوى قضائية كانت تهدفُ لكشفِ تفاصيل عمله في إيران. أصبحَ ليفينسون في السادس والعشرين من تشرين الثاني/نوفمبر 2013 أطول سجينٍ أميركي مُحتجزٍ كرهينةٍ في التاريخ متجاوزًا بذلك تيري أندرسون. تقولُ أسرة ليفنسون؛ إن روبرت يُعاني من مرض السكري من النوع الأوّل كما يُعاني من النقرس و‌ارتفاع ضغط الدم. لم يظهر جواز سفره قط في أي دولة أخرى.

## الاختفاء
يعتقدُ المسؤولون الأمريكيون أن ليفنسون اعتُقل من قِبل المخابرات الإيرانية ليتمَّ استجوابه واستخدامه كورقةِ مساومةٍ في المفاوضات مع واشنطن على الرغمِ من نفي طهران مرارًا وتكرارًا أي تورطٍ لعناصر مخابراتها في اختفائه. شوهد روبرت ليفنسون آخر مرة على قيدِ الحياة في صورٍ فوتوغرافية تعودُ لتاريخِ نيسان/أبريل 2011 حيثُ كان يرتدي بذلة برتقالية ويحملُ لافتةً دوّن عليها بضع كلمات باللغة الإنجليزية فيما بدا وكأنّه يطلبُ المساعدة.
أفادت وكالة أسوشيتد برس في الثاني عشر من كانون الأول/ديسمبر 2013 أن تحقيقاتها كشفت أن ليفنسون كان يعملُ بالفعل لصالحِ وكالة المخابرات المركزية (سي آي إيه)؛ ممَّا يتعارضُ مع تصريحِ حكومة الولايات المتحدة التي قالتْ في وقتٍ سابقٍ إنّه لم يكن موظفًا حكوميًا في الوقتِ الذي أُلقي فيهِ القبض عليه فيما قالَ مسؤولون أمريكيون إنَّ ليفنسون ذهب إلى إيران كمحققٍ خاصٍ يعملُ في قضية تهريبِ سجائر. وكانت وكالة أسوشيتد برس قد أكّدت لأول مرة علاقة وكالة المخابرات المركزية بروبرت ليفنسون في عام 2010؛ حينما قالتْ إنه كان في مهمةٍ غير رسميةٍ لجمعِ معلومات استخبارية عنِ الحكومة الإيرانية لصالحِ الحكومة الأمريكية. تقولُ الوكالة إن سفر ليفنسون إلى إيران قد خُطِّطَ من قِبل ثلاثة من مسؤولي وكالة المخابرات المركزية الذين لم يتبعوا الإجراءات المناسِبة في مثل هذه العمليّات. وبالعودةِ إلى عام 2008؛ فقد أجبرت وكالة المخابرات المركزية بعض المسؤولين على تقديمِ استقالاتٍ مُبكّرةٍ فيما عاقبت سبعة آخرين بعد أن خَلصَ تحقيقٌ داخلي إلى أنهم كانوا مسؤولين عن إرسال ليفنسون في تلكَ المهمّة إلى إيران.
لم يُعرف حتّى اليوم سبب سفرِ ليفنسون إلى إيران ولا زالتِ الأقاويل متضاربةً حول السبب الفعليّ بالضبط؛ لكنّ الأمر المعروف أن روبرت ليفنسون قد تقاعدَ من مكتب التحقيقات الفدرالي في عام 1998 وأصبح يعملُ كمحققٍ خاصٍ حيثُ تخصّصَ في عالم عصابات الجريمة المنظمة في روسيا كما ظهرَ في عدّة أفلام وثائقية يُناقش ويُحلِّلُ مثل هذه المواضيع.

### التورط الإيراني المزعوم
في الرابع من نيسان/أبريل 2007؛ أي بعد أكثر من ثلاثة أسابيعٍ من اعتقال ليفنسون؛ ذكر مقالٌ نشرتهُ وكالة برس تي في الإيرانية الحكومية أنَّ «روبرت كان في أيدي قوات الأمن الإيرانية منذ الساعات الأولى من صباح يومِ التاسع من آذار/مارس ... لقد شارفتِ السلطات على الانتهاء من الترتيبات الإجرائيّة التي قد تُؤدِّي إلى إطلاق سراحه في غضون أيام»، كما أوضحت المقالة نفسها أنَّ أن رحلة ليفنسون إلى كيش كانت «مجرّد» رحلة «رجلِ أعمالٍ خاص»ٍ يتطلّعُ إلى الاتصال بأشخاص يمكنهم مساعدته في التوسّط له مع الهيئات الإيرانية الرسمية بخصوصِ «مشكلٍ كبير» يواجهُ شركته.
أفادت وكالة أسوشيتد برس في الثامن من كانون الثاني/يناير 2013 أن بعض المسؤولين الأمريكيين المتورطين في القضية يعتقدون أن المخابرات الإيرانية تقفُ خلف مقطع الفيديو الذي يّظهرُ فيه روبرت ليفنسون – مدته 54 ثانية – والذي أُرسل لعائلته عبر بريد إلكتروني مجهول. صرّح مسؤولٌ للوكالة بالقولِ «إن السفينة التي استُخدمت في إرسال «تلك العناصر» كانت جيدةً للغاية؛ مما يُشير إلى وجود جواسيس محترفين يقفون خلفَ الإيقاع بها.»

## التحقيق

### التحقيق العائلي
ذكرت وسائل إعلام محليّة في أمريكا في آب/أغسطس 2007 أن كريستين ليفنسون زوجة روبرت ليفنسون كانت تُخطِّط لرحلة سفرٍ إلى إيران مع ابنهما الأكبر دان على الرغمِ من تحذيرات وزارة الخارجية بشأنِ السفر إلى ذلك البلد. في المُقابل؛ ورغم كل «المخاطر» الذي ذكرتها وكرّرتها واشنطن إلا أن طهران قد أعلنت إيران في الثالث والعشرين من أيلول/سبتمبر 2007 أنها ستسمحُ لكريستين بزيارة البلاد في حالةِ ما رغبت في ذلك.
سافرت كريستين ودان إلى إيران فعلًا وذلك في كانون الأول/ديسمبر 2007 رغبةً منهما في معرفة المزيد من المعلومات عن اختفاء ليفنسون. التقيا مع عددٍ من المسؤولين الإيرانيين في طهران؛ وسافرا إلى الفندق الذي كان يُقيم فيه روبرت في كيش. سمح مسؤولو المطار لكريستين ودان بمشاهدة بيان الرحلات لجميعِ الرحلات الجوية التي غادرت كيش خلال الوقت الذي كان من المقرر أن يُغادر فيه روبرت لكن اسمه لم يظهر في أي من تلك القوائم، كما عرضوا لها فاتورةٌ تُؤكّد مغادرة روبرت للفندق الذي كان يُقيم فيه في التاسعِ من آذار/مارس؛ ووعدَ المسوؤلون الإيرانيون بتقديم تقريرِ التحقيقِ للأسرة لكنهم لم يفعلوا ذلك بعد. عادت كريستين وابنها فيما بعدُ إلى الولايات المتحدة لكنها قالت في مقابلةٍ تلفزيونيّة في تموز/يوليو 2008 إنها تُريد السفر إلى إيران من جديدٍ عمّا قريب.

### تحقيق الحكومة الأمريكية

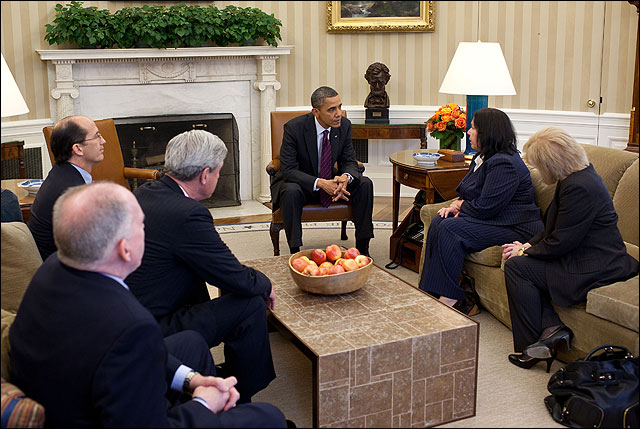
الرئيس الأمريكي باراك أوباما رفقةَ كريستين ليفينسون في المكتب البيضاوي في السادس من آذار/مارس 2012

أصدرَ الرئيس جورج دبليو بوش في حزيران/يونيو 2007 بيانًا قال فيه: «أنا منزعجٌ من رفض النظام الإيراني حتى الآن تقديم أي معلومات عن روبرت ليفنسون على الرغم من الطلبات الأمريكية المتكررة. أدعو قادة إيران لإخبارنا بما يعرفونه عن مكان وجوده»، وفي الثالث عشر من كانون الثاني/يناير 2009 كشفَ السيناتور الأمريكي بيل نيلسون خلال جلسة استماعٍ أنه يعتقدُ أن روبرت ليفنسون محتجزٌ في سجنٍ سري في إيران مؤكّدًا على أن طهران قد أغلقت الباب عند كل منعطف. في تلك الفترةِ نشرت صحيفةُ نيويورك تايمز معلوماتٍ جديدةٍ عن روبرت ليفنسون؛ حيثُ أكّدت على أنه كان يجتمعُ بداود صلاح الدين قبل اختفائه.
أصدرت إدارة أوباما في الثامن من آذار/مارس 2013 بيانًا بمناسبة الذكرى السادسة لاختفاء ليفنسون؛ حيثُ قال السكرتير الصحفي جاي كارني:
 لا يزال العثور عليهِ [روبرت ليفنسون] يُمثِّلُ أولويةً عاليةً للولايات المتحدة؛ وسنستمرُّ في بذلِ كل ما في وسعنا لإعادته إلى منزله بأمانٍ ولأصدقائه وعائلته حتى يبدأوا في رحلةِ التعافي بعد سنوات عديدة من الحزن وعدم اليقين. عرضت الحكومة الإيرانية في السابق المساعدة في تحديد مكان السيد ليفنسون؛ ونتطلَّعُ إلى «التجاوب»ِ مع هذه المساعدة حتى وإن اختلفنا حولَ قضايا رئيسية أخرى.
وكانَ وزير الخارجية جون كيري قد التقى مع زوجةِ وابن ليفنسون لتأكيد أن حكومة الولايات المتحدة لا تزالُ ملتزمةً بتحديدِ مكان السيّد ليفنسون وجمع شمله مع عائلته بأمان.

## التحركات السياسيّة

### التحركات الإيرانية

#### تصريحات أحمدي نجاد
في مقابلةٍ عام 2008 مع برايان ويليامز من هيئة الإذاعة الوطنية قال أحمدي نجاد:
 جاءت عائلة السيّد إلينا واجتمعت وتحدثت مع مسؤولينا ثمّ حصلت على ردودنا قبل أن تُغادر. لقد أعربَ مسؤولو الأمن ووكلائنا عن استعدادهم لمساعدة مكتب التحقيقات الفدرالي؛ إذا كان لدى المكتب أيّ معلوماتٍ عن رحلاته حول العالم. لقد قلنا أننا على استعداد للمساعدة؛ للمساعدة في هذا الأمر. هناك بعض المعلومات التي يمتلكها مكتب التحقيقات الفدرالي فقط في الوقت الحالي.
بضغطٍ من تشارلي روز خلالَ مقابلةٍ تلفزيونيّة بُثت على شبكة سي بي إس في أيلول/سبتمبر 2012؛ لم يُنكر الرئيس الإيراني محمود أحمدي نجاد احتجاز طهران لليفينسون؛ كما ألمحَ إلى أنه كانت هناك محادثاتٌ حول تبادل الأسرى. وبعد سؤالٍ روز لنجاد عن احتماليّة السماحِ لروبرت ليفنسون بالعودة إلى الولايات المتحدة قال الرئيس الإيراني:
 أتذكر أنه في العام الماضي عُقد اجتماعٌ بين المخابرات الإيرانية والأمريكية؛ لكني لم أُتابع ذلك. اعتقدتُ أنهم سيصلون إلى اتفاقٍ ما.

#### تصريحات حسن روحاني
في مقابلةٍ مع كريستين أمان بور من شبكة سي إن إن خلال رحلته إلى الجمعية العامة للأمم المتحدة في أيلول/سبتمبر 2013؛ تحدث الرئيسُ الإيرانيُّ حسن روحاني عن التعاون فيما يتعلق بقضية ليفنسون؛ فقال:
 نحنُ على استعدادٍ للمساعدة؛ ويمكن لجميع أجهزة المخابرات في المنطقة أن تتجمَّعَ لجمعِ معلوماتٍ عنه وللعثور على مكان وجوده؛ ونحنُ على استعدادٍ بالطبعِ للتعاون بشأن ذلك.
وفي مقابلةٍ لاحقة مع تشارلي روز؛ قال روحاني:
 فيما يتعلَّقُ بمكان وجوده عندما اختفى؛ ليس لدي شخصياً معلوماتٌ عن هذه التفاصيل؛ ولكن بطبيعة الحال عندما يختفي شخصٌ ما فإن عائلته تُعاني بشكل خاص... يجب على الجميع المساعدة.

### التحركات الأمريكية

#### تصريحات باراك أوباما
خلال المكالمة الهاتفية بين أوباما وروحاني في السابع والعشرين من أيلول/سبتمبر 2013؛ عبَّر الرئيسُ الأمريكيُّ عن قلقه بشأن اختفاءِ ليفنسون كما أعربَ عن اهتمامه برؤيته مجددًا وسطَ عائلته.

#### قرار مجلس الشيوخ الأمريكي
صوَّت مجلس الشيوخ الأمريكي في الحادي عشر من أيّار/مايو 2015 على قرارٍ يُطالب بالإفراجِ عن روبرت ليفنسون، ونصَّ هذا القرار على التالي:
1. أن تقوم حكومة جمهورية إيران الإسلامية بالإفراجِ الفوري عن سعيد عابديني وأمير حكمتي و‌جيسون رضائيان كما يجبُ عليها التعاون مع حكومة الولايات المتحدة لتحديد مكان روبرت ليفنسون وإعادته لأسرته وبلده
2. ينبغي على حكومة الولايات المتحدة أن تبذلَ كل جهدٍ ممكنٍ باستخدام كل أداة دبلوماسية تحت تصرفها لتأمين الإفراجِ عن هؤلاء المحتجَزين

## المكافأة
بحلول السادس من آذار/مارس 2012؛ ومعَ اقترابِ الذكرى السنوية الخامسة لأَسْرِ روبرت ليفينسون قدَّم مكتب التحقيقات الفيدرالي مكافأةً قدرها مليون دولار لكل من يزوِّدُ المكتب بمعلوماتٍ تؤدّي للوصول لروبرت. بالإضافة إلى ذلك؛ أُطلقت حملةٌ باستخدامِ اللوحات الإعلانية والرسائل الإذاعية وخطوط الهاتف الساخنة للإعلان عن هذه المكافأة ولمحاولةٍ جمع المزيد من المعلومات عن مكانِ وجوده. بالتزامن مع هذه المكافأة المعلنة؛ أعلنت جمعية الوكلاء الخاصين السابقين لمكتب التحقيقات الفيدرالي أنها ستمنحُ أصغر طفلين ايفنسون 5000 دولار لكل منهما للمساعدة في تكاليف كُليَّتِهما.
رفعَ مكتب التحقيقات الفدرالي في التاسع من آذار/مارس 2015 المكافأةَ إلى ما يصلُ إلى 5 ملايين دولار مقابل الحصولِ على معلوماتٍ تتعلَّقُ بمكان ليفينسون. عرضَ برنامج مكافآت العدالة التابعِ لوزارة الخارجية الأمريكية في الرابع من تشرين الثاني/نوفمبر 2019 مكافأةً قدرُها 20 مليون دولار مُقابل الحصول على معلوماتٍ تؤدي للعثور على الضابط السابقِ في مكتب التحقيقات.

## الوفاة
خلصت عائلة ليفنسون وحكومة الولايات المتحدة في آذار/مارس 2020 إلى أنه من المُحتملِ أنَّ ليفينسون قد تُوفيّ في أحدِ السّجون الإيرانيّة قبل عام 2020 خاصة أن صحّة العميل الفدرالي كانت سيّئة طوال السنوات السابقة.